# 蒂霍皮利亞
49°5′5″N 36°36′34″E / 49.08472°N 36.60944°E
蒂霍皮利亞（烏克蘭語：Тихопілля）是位於烏克蘭東部的村莊，由哈爾科夫州洛佐瓦區的洛佐瓦市鎮負責管轄。該村始建於1881年，面積1平方公里，海拔高度80米，2001年人口508。